# Ambiguitate de rol
Ambiguitatea de rol este un concept al psihologiei sociale, și se referă la discrepanța dintre expectanțele transmise de transmițător (de exemplu un șef) și cele receptate de persoana țintă (de exemplu secretară). De obicei apare în mediul organizațional (dar nu numai), în cazul posturilor fără o descriere corespunzătoare a sarcinilor aferente. Consecințele cele mai frecvente sunt frustrare, insatisfacție și stres; totuși un nivel moderat al ambiguității de rol poate fi benefic, mai ales pentru cei care preferă o anumită libertate.

## Tipuri
Un cuvânt sau o expresie ambiguă are două sau mai multe sensuri; ea apare numai atunci când un cuvânt sau o expresie pot fi interpretate în mai multe feluri.
Ambiguitatea lexicală  apare atunci când un cuvânt cu două sau mai multe sensuri este folosit astfel încât expresia sau propoziția care îl conține poate fi înțeleasă în mai multe feluri. Jocurile de cuvinte se bazează ambiguități lexicale.
Ambiguitatea referențială apare atunci când un cuvânt este folosit astfel încât poate fi considerat ca referindu-se la oricare din două sau mai multe lucruri. Ambiguitățile de referință apar deseori atunci când sunt folosite pronume ca ea, el, al ei, al lui, o, ei, ele.
Ambiguitatea sintactică (numită uneori  amfibolie), apare atunci când ordinea cuvintelor permite două sau mai multe interpretări.
William Empson (1981) stabilește șapte tipuri de ambiguitate din:
- polisemantismul lexical;
- semnificațiile alternative
- simultaneitatea semnificațiilor;
- combinarea unor semnificații neconcordante;
- „confuzia fericită” a autorului, care își descoperă ideea pe parcursul scrierii, creând nedumerirea cititorului;
- tautologia irelevantă;
- contradicția totală a semnificațiilor, aceste fapte scindând mintea autorului.

Ambiguitatea este fenomenul care rezultă din variabilitatea și deschiderea poetică. El generează practic spațiul nelimitat al imaginarului. Empson însuși definește ambiguitatea ca „o nedumerire, o încurcătură cu privire la ceea ce a vrut sa spună autorul”, încât Graham Hough identifică al optulea tip de ambiguitate, între semnificația intenționată de autor și semnificația realizată de cititor în timpul lecturii.
Un exemplu la îndemână este „Aceasta este o fata.” — cum trebuie perceput „fata”: față, fată sau fâță?.

## Cuvinte ambigue
Există mai multe forme valide cu diacritice (ex: pentru „sa” există: sa - cartea sa, să - să mergem, șa - ca piesă de harnașament). Aceste cuvinte vor fi dezambiguizate ținând cont de contextul în care apar.
În logică, reificarea (cunoscută și ca materializare, concretism) este o eroare de ambiguitate.